# Edifício das Forças Motrizes

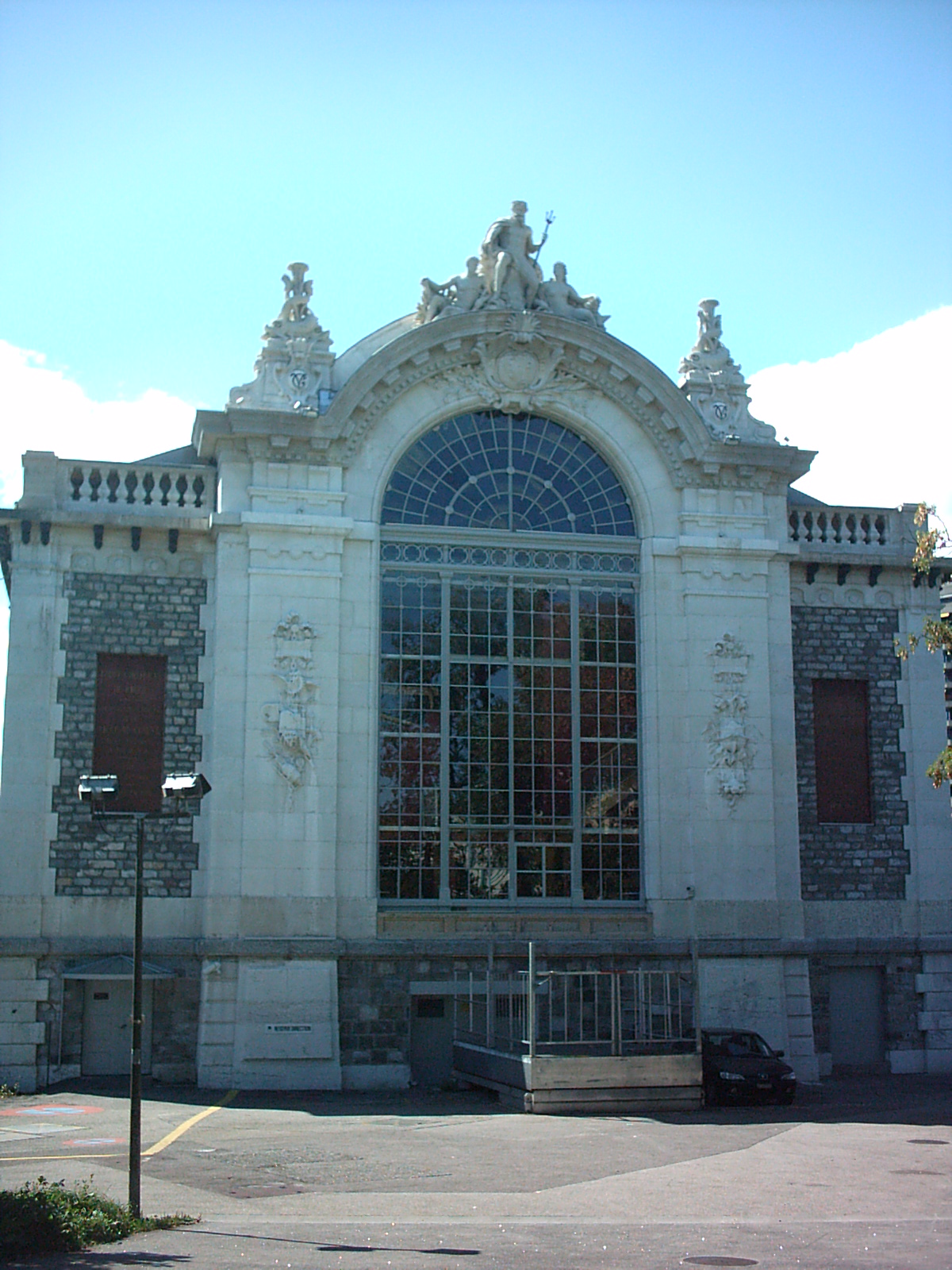
Fachada

O Edifício das Forças Motrizes, a antiga Fábrica da Coulouvrenière, em Genebra na Suíça, é uma antiga fábrica hidroeléctrica e reconvertida em sala de espectáculos com o nome de sala Théodore Turrettini, nome do engenheiro e conselheiro do Estado de Genebra que a havia construído  com o fim de fornecer não só água potável como também produzir electricidade indispensável a uma cidade que se quer comercializar. O facto da obra se situar a meio do rio Ródano explica-se pelo facto da comuna de Genebra não ter conseguido entrar em acordo com a comuna de Planpalais.

## O edifício
Uma obra deste género implica entre outros, o desvio do rio Ródano e secar o terreno para permitir a construção dos alicerces e do edifício, mas se as obras tinha começado em 1883, já em 1886 são inauguradas o primeiro grupo de cinco turbinas. Aquando da inauguração em 1888 contava 18 grupos.
Edifício no estilo Beaux-Arts é construído de tal maneira que não há muros interiores enquanto o telhado é suportado por uma estrutura de aço, as fachadas são em cimento e pedra e as estão viradas par o Lago Lemano estão ornadas com estátuas de Neptuno pela água, Ceres pela agricultura e colheitas, e  Mercúrio pelo comércio. Para evitar a sobrepressão provocada pela paragem das fábricas instalou-se uma válvula de descarga que está à origem do actual Jacto de Genebra.

## A sala Théodore Turrettini

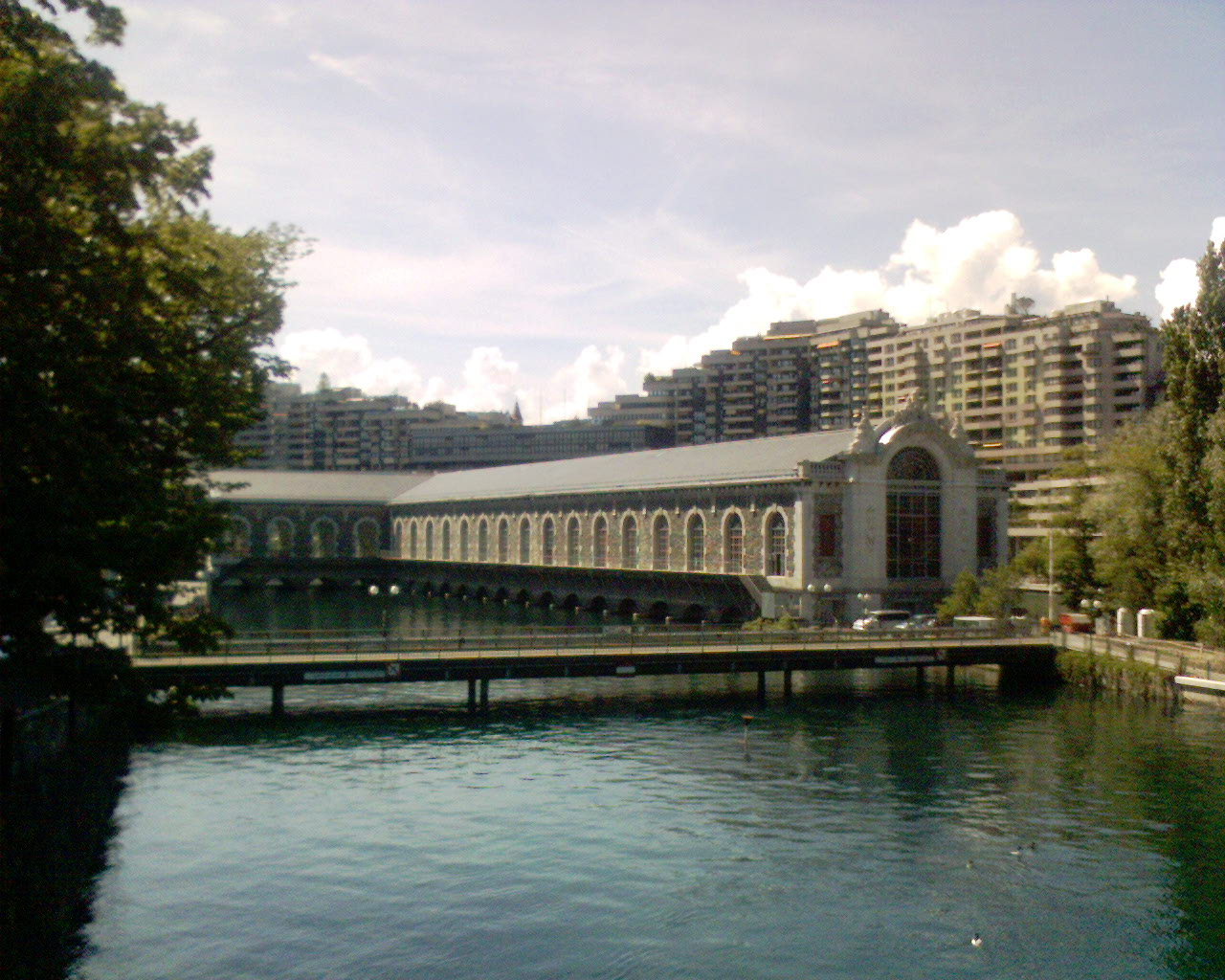
Edifício das Forças Motrizes onde se encontra a sala Théodore Turrettini

O edifício é abandonado em 1960, época em que as indústrias se transferem para a periferia da cidade. Foi classificado como monumento histórico em 1988, quando se começou a estudar a sua reconversão, o que resultou na adaptação de uma sala às necessidades do teatro de Genebra, o Grande Teatro de Genebra, no interior da qual foram, no entanto, mantidas duas bombas que recordam o significado do edifício. Em 1997 é construída uma passarela que liga a sala com o Centro Cultural da Fábrica, e que se apoia sobre os pilares da antiga passarela.